# 감은로
감은로(Gameun-ro)는 대한민국의 경상북도 경주시 문무대왕면에 연결하는 도로이다. 2009년 12월 11일 도로명 주소 사업 이후 지정되었다가 2015년에 문무대왕로 개통으로 인하여, 양북교차로부터 대본삼거리(감은사지교차로)까지 국도 제14호선과 지방도 제929호선 구간으로 해제하였다.

## 주요 경유지
- 경주시
  - 문무대왕면 와읍리, 어일리, 용당리, 구길리

## 노선 경로
- 어일교차로 / 국도 제4호선 토함산로(교차지점) - 국도 제14호선 구간
- 양북교차로 / 국도 제14호선 문무대왕로(시작지점)
- 미상 / 명주길(시작지점)
- 감은사지앞 / 감포 · 양남 방향은 진입 불가, 양북 방향은 진입 가능
  - 감은사지 교차로 / 문무대왕로(교차지점)

## 주요 건물 및 시설
- 양북꿈마루작은도서관 - 경상북도 경주시 문무대왕면 감은로 17
- 문무대왕면복지회관 - 경상북도 경주시 문무대왕면 감은로 17
- 동경주노인복지센터 - 경상북도 경주시 문무대왕면 감은로 27
- 양북119지역대 (양북의용소방대) - 경상북도 경주시 문무대왕면 감은로 53-11
- 양북통합보건지소 - 경상북도 경주시 문무대왕면 감은로 67

## 같이 보기
- 감은사지